# Mula (rivier)

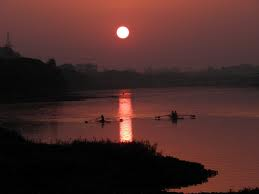
Mula

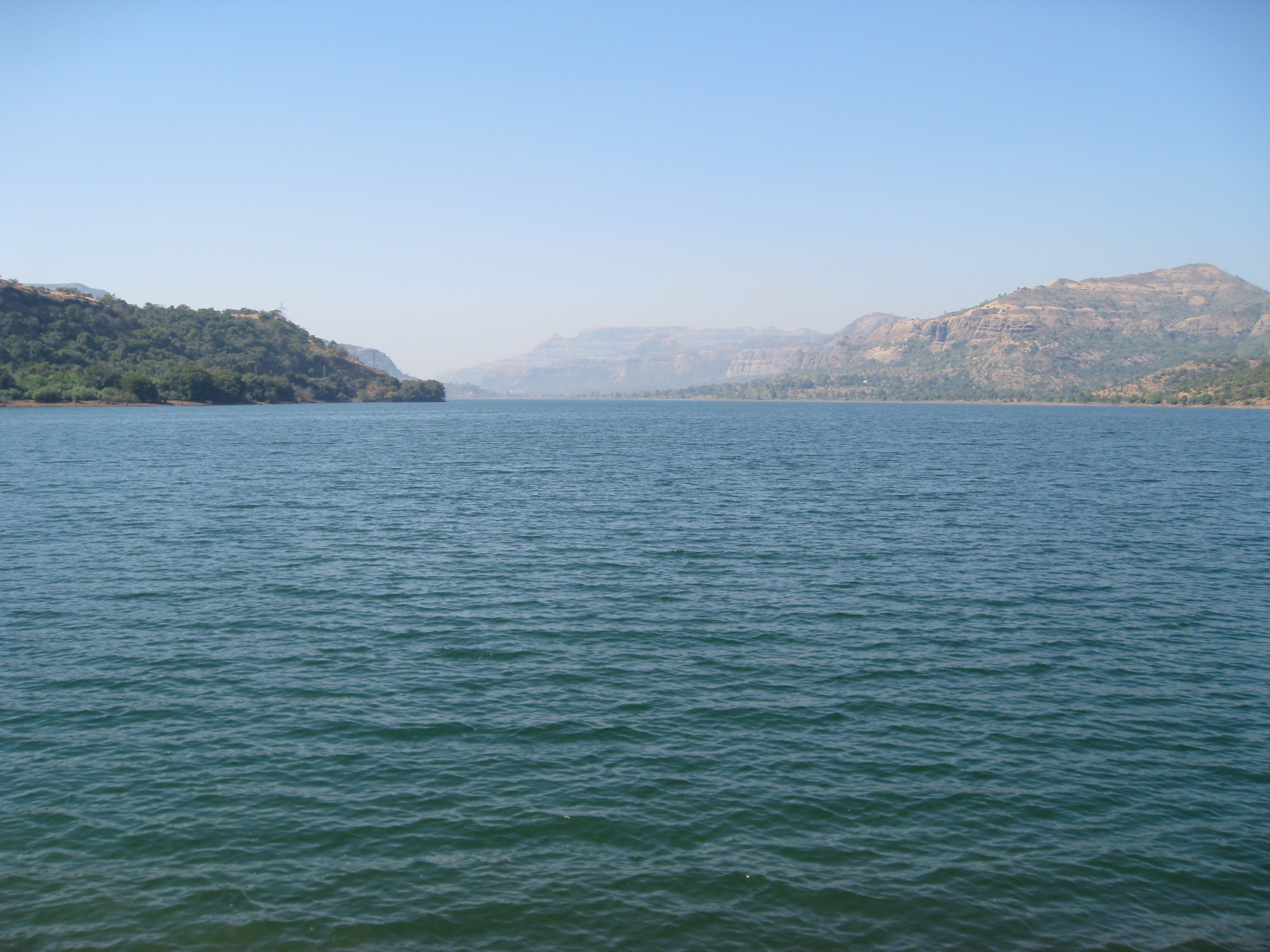
stuwmeer van de Mulshi Dam op de Mula

De Mula is een rivier in India. De bron ligt in de Indische staat Maharashtra. In de stad Pune stroomt de Mula in de Mutha. Dicht bij de bron werd de rivier in 1920 afgedamd door de Mulshi Dam. Hieraan is een waterkrachtcentrale gekoppeld, en de dam laat eveneens toe de irrigatie stroomafwaarts beter te regelen. Het hierdoor gevormde stuwmeer wordt eveneens gebruikt voor recreatie.